# Westfälisches Eisenbahnmuseum Münster

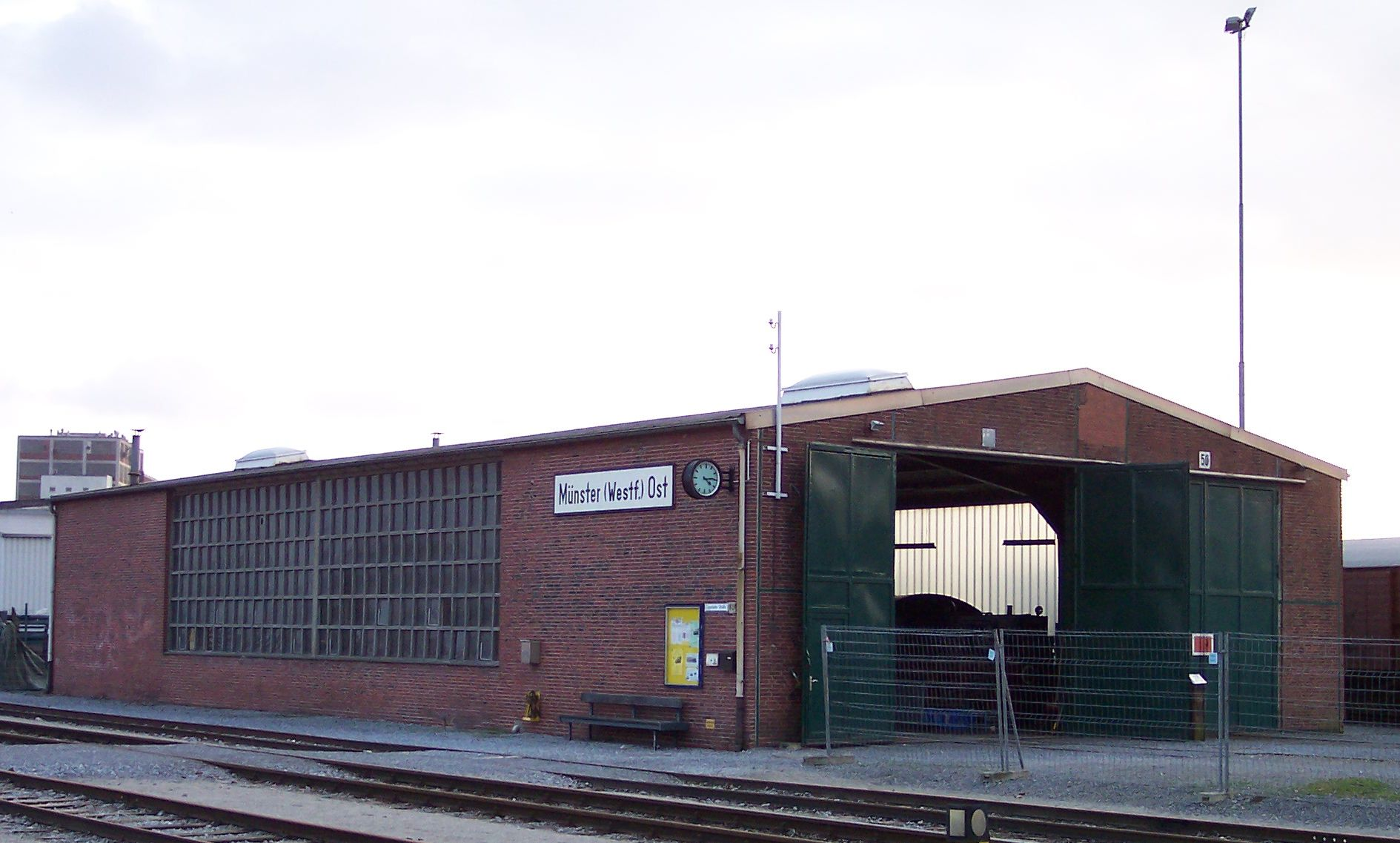
Westfälisches Eisenbahnmuseum Münster

Das Westfälische Eisenbahnmuseum mit Sitz im Hansaviertel Stadt Münster behandelte schwerpunktmäßig die Thematik von Bahnbetriebswerken der 1950er Jahre. Unterhalten wurde das Museum vom Freundeskreis für Eisenbahnen e. V.
Viele der Exponate wurden nach ihrer Restaurierung auch noch auf dem museumseigenen Gelände oder bei Sonderfahrten betrieben. Bekannt war das Museum insbesondere durch eine Köf II (Kleinlok mit Ölmotor und Flüssiggetriebe der Leistungsklasse II) aus dem Jahre 1948. Zusammen mit einem original restaurierten preußischen Abteilwagen des Jahres 1927 wurden regelmäßig sogenannte „Hamsterfahrten“ nach Enniger zum inzwischen zu einer Kneipe umgebauten Bahnhof Pängel Anton unternommen. Der Begriff „Hamsterfahrt“ bzw. „Hamsterzug“ erinnerte dabei an die ersten Nachkriegsjahre des Zweiten Weltkriegs, als die Städter regelmäßig mit dem Zug ins Umland fuhren, um sich mit Lebensmitteln einzudecken.
Das Museum wurde Anfang des Jahres 2011 aufgelöst. Die Bestände wurden von der Museumseisenbahn Hamm übernommen, mit der seit Jahren eine enge Kooperation bestand.
Koordinaten: 51° 56′ 38″ N, 7° 38′ 11,5″ O